# Violenza contro le donne

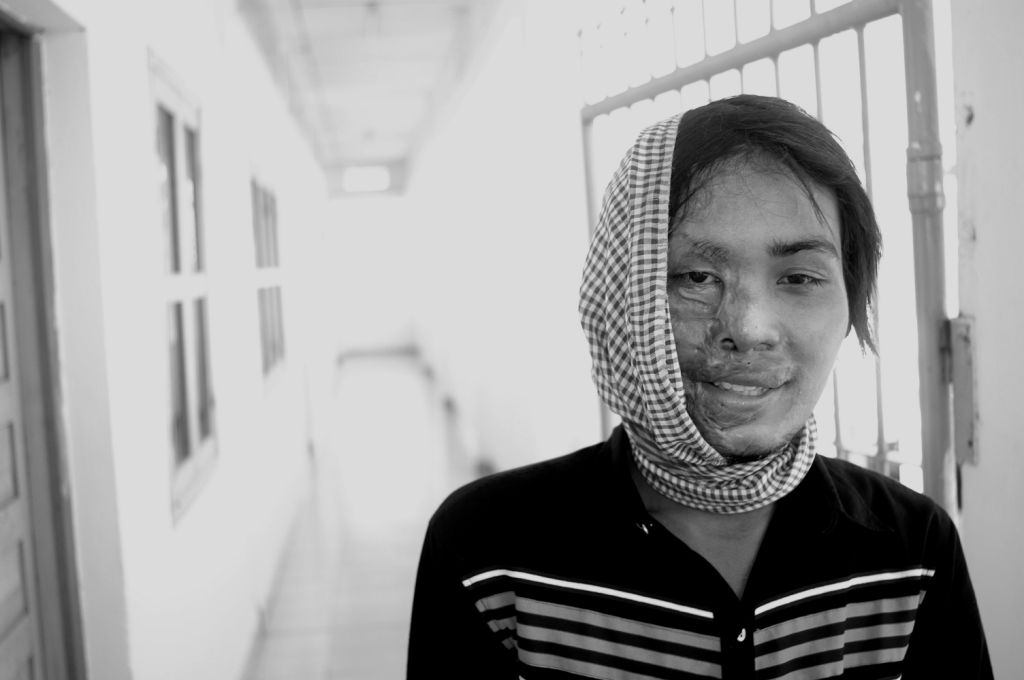
Donna deturpata mediante acido, Cambogia

La violenza contro le donne è una violenza basata sul sesso, ed è ritenuta una violazione dei diritti umani. Termine alternativo usato molto spesso per definirla è violenza di genere.
Ha effetti negativi sia a breve che a lungo termine. Questo tipo di violenza causa l'isolamento della donna. La violenza di genere riguarda le donne, ma coinvolge anche minorenni e bambine come ad esempio nel caso della violenza assistita. Questa terminologia è largamente usata sia a livello istituzionale che da persone e associazioni di donne che operano nel settore. Nel 1999 le Nazioni Unite hanno deliberato che il 25 novembre venga considerato come la giornata internazionale per l'eliminazione della violenza contro le donne.

## Definizione del concetto
Nel 1993 la dichiarazione sull'eliminazione della violenza contro le donne offre una prima definizione ufficiale di violenza di genere:
La IV conferenza mondiale delle donne ha definito la violenza di genere come segue:
(IV conferenza mondiale delle donne (Pechino, 4-15 settembre 1995))

## Approccio
In primo luogo si osserva che 
e quindi come
La Dichiarazione sull'eliminazione della violenza contro le donne approvata dall'ONU nel 1993 all'art.1, descrive la violenza contro le donne come:
La violenza maschile solo da pochi anni è diventata tema di dibattito pubblico, mancano politiche in contrasto alla violenza alle donne, ricerche, progetti di sensibilizzazione e di formazione. Le ricerche compiute negli ultimi dieci anni dimostrano che la violenza contro le donne è endemica, nei paesi industrializzati come in quelli in via di sviluppo. Le vittime e i loro aggressori appartengono a tutte le classi sociali o culturali, e a tutti i ceti economici. Secondo l'Organizzazione mondiale della sanità, almeno una donna su cinque ha subito abusi fisici o sessuali da parte di un uomo nel corso della sua vita. E il rischio maggiore sono i familiari, mariti e padri, seguiti dagli amici: vicini di casa, conoscenti stretti e colleghi di lavoro o di studio.

## Varie forme diviolenza di genere

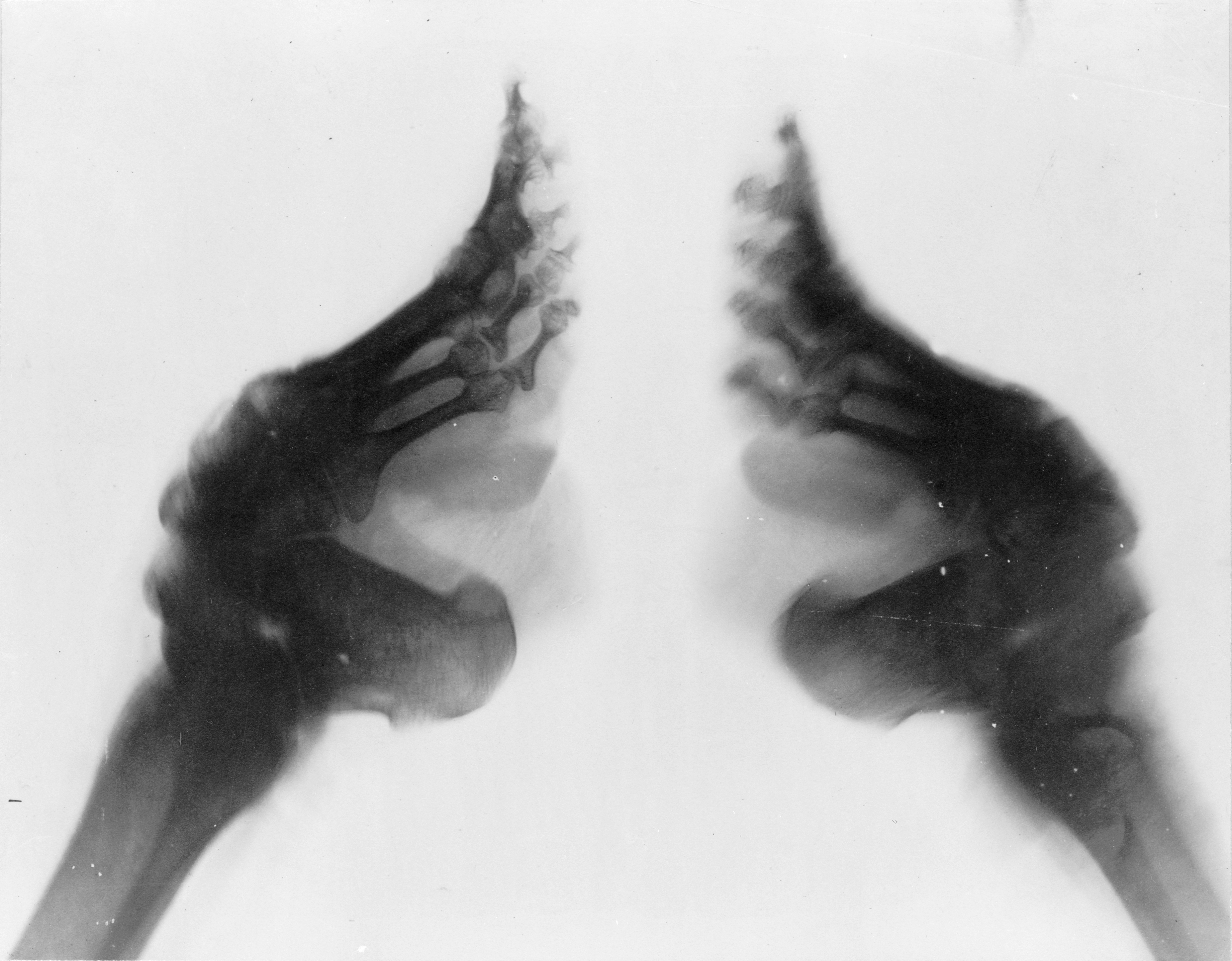
Radiografia di piedi "loto d'oro"

Da diverse ricerche emerge che la violenza di genere si esprime su donne e minori in vari modi ed in tutti i paesi del mondo. Esiste la violenza domestica esercitata soprattutto nell'ambito familiare o nella cerchia di conoscenti, attraverso minacce, maltrattamenti fisici e psicologici, atti persecutori o stalking, percosse, abusi sessuali, delitti d'onore, uxoricidi passionali o premeditati. Una forma di violenza maschile contro le donne è la violenza economica, che consiste nel controllo del denaro da parte del partner, nel divieto di intraprendere attività lavorative esterne all'ambiente domestico, al controllo delle proprietà e al divieto ad ogni iniziativa autonoma rispetto al patrimonio della donna.
I bambini e gli adolescenti, ma in primo luogo le bambine e ragazze sono sottoposte all'incesto e i minori in una famiglia dove è presente il maltrattamento sono vittime di violenza assistita.
Le donne sono esposte nei luoghi pubblici e sul posto di lavoro a molestie sessuali ed abusi sessuali, a stupri e a ricatti sessuali. In particolare verso le lesbiche vengono praticati i cosiddetti "stupri correttivi". In molti paesi le ragazze giovani sono vittime di matrimoni coatti, matrimoni riparatori e/o costrette alla schiavitù sessuale, mentre altre vengono indotte alla prostituzione forzata e/o sono vittime di tratta. Altre forme di violenza sono le mutilazioni genitali femminili o altri tipi di mutilazioni come in un recente passato le fasciature dei piedi, lo stiramento del seno, le cosiddette "dowry death" (morte a causa della dote), l'uso dell'acido per sfigurare, lo stupro di guerra ed etnico, il rapimento per matrimonio.
Va citato il femminicidio che in alcuni paesi, come in India e in Cina, si concretizza nell'aborto selettivo (le donne vengono indotte a partorire solo figli maschi, perché più riconosciuti e accettati socialmente) mentre in altri addirittura nell'uccisione sistematica di donne adulte.
Esistono infine violenze relative alla riproduzione (aborto forzato, sterilizzazione forzata, contraccezione negata, gravidanza forzata).

## Conseguenze della violenza sulla salute delle donne
Nell'ambito del World report on violence and health l'OMS (Organizzazione mondiale della sanità), esaminando esclusivamente la violenza da parte del partner, ha pubblicato il seguente elenco di possibili conseguenze sulla salute delle donne.
| Fisiche | Sessuali e riproduttive | Psicologiche e comportamentali | Conseguenze mortali                                                   |
| --- | --- | --- | --------------------------------------------------------------------- |
| - Lesioni addominali - Lividi e frustate - Sindromi da dolore cronico - Disabilità - Fibromialgie - Fratture - Disturbi gastrointestinali - Sindrome dell'intestino irritabile - Lacerazioni e abrasioni - Danni oculari - Funzione fisica ridotta | - Disturbi ginecologici - Sterilità - Malattia infiammatoria pelvica - Complicazioni della gravidanza/aborto spontaneo - Disfunzioni sessuali - Malattie a trasmissione sessuale, compreso HIV/AIDS - Aborto in condizioni di rischio - Gravidanze indesiderate | - Abuso di alcool e droghe - Depressione e ansia - Disturbi dell'alimentazione e del sonno - Sensi di vergogna e di colpa - Fobie e attacchi di panico - Inattività fisica - Scarsa autostima - Disturbo da stress post-traumatico - Disturbi psicosomatici - Fumo - Comportamento suicida e autolesionista - Comportamenti sessuali a rischio | - Mortalità legata all'AIDS - Mortalità materna - Omicidio - Suicidio |

## Fattori di rischio e ipotesi sulle cause delle violenze sulle donne
L'OMS in una nota informativa del 2014, indica come fattori di rischio relativi alla "intimate partner violence" (IPV) e alla violenza sessuale si trovano nell'individuo come nella socializzazione in famiglia, nelle comunità e nella società in genere; questi fattori di rischio possono essere associati sia al solo al perpetrare che solo al subire violenza, mentre alcuni sono associati ad entrambe le posizioni:
- Bassa istruzione e infima educazione
- Esposizione ad abusi e maltrattamenti sui minori (vederla perpetrata o viverla su di sé)
- Assistere a violenze in famiglia
- Alcolismo
- Accettazione passiva dell'uso della violenza
- Convinzione di una disuguaglianza di genere a livello globale

Tra le tante ipotesi è stato anche postulato che tra le cause della violenza contro le donne ci siano sentimenti di inadeguatezza degli uomini rispetto al modello culturale di mascolinità dominante.

## Analisi e politiche contro la violenza di genere

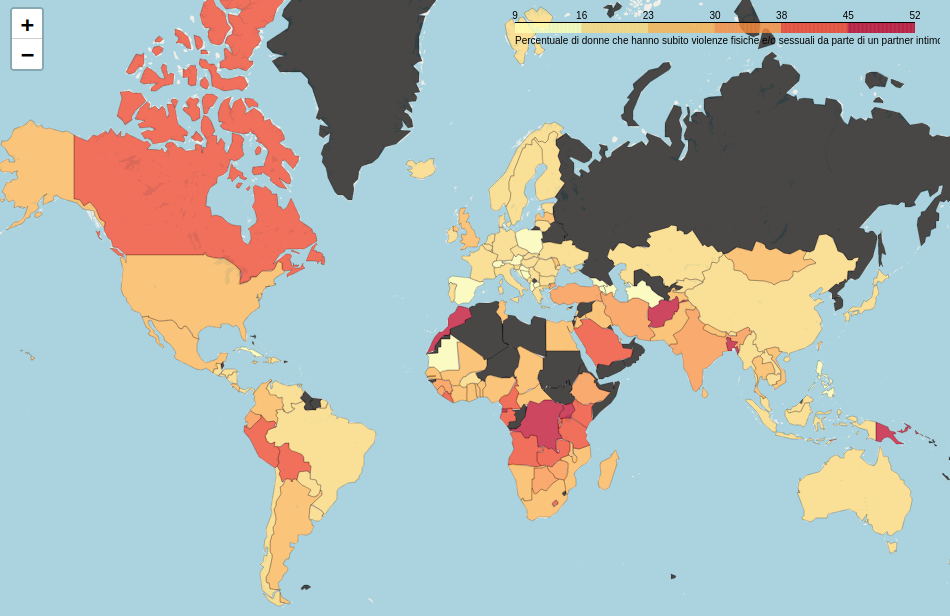
Percentuale di donne che hanno subito violenze fisiche e/o sessuali da parte di un partner intimo in qualche momento della loro vita

A partire dagli anni settanta del XX secolo il movimento delle donne e il femminismo in Occidente hanno iniziato a mobilitarsi contro la violenza di genere, sia per quanto riguarda lo stupro sia per quanto riguarda il maltrattamento e la violenza domestica. Il movimento ha messo in discussione la famiglia patriarcale e il ruolo dell'uomo nella sua funzione di "marito/padre-padrone", non volendo più accettare alcuna forma di violenza esercitata sulla donna fuori o dentro la famiglia.
La violenza sulle donne - in qualunque forma si presenti, e in particolare quando si tratta di violenza intrafamiliare - è uno dei fenomeni sociali più nascosti; è considerato come punta dell'iceberg dell'esercizio di potere e controllo dell'uomo sulla donna e si estrinseca in diverse forme come violenza fisica, psicologica e sessuale, fuori e dentro la famiglia.
Già negli anni settanta le donne hanno istituito i primi Centri antiviolenza per accogliere donne che hanno subito violenza e che potevano trovare ospitalità nelle case rifugio gestite dalle associazioni di donne.

### Nell'Unione europea
Nel 2020 l'Unione europea ha elaborato una strategia per la parità di genere che ha fra i suoi obiettivi principali l'eliminazione della violenza di genere, il combattere gli stereotipi di genere, il colmare il divario nel mercato del lavoro, il raggiungere la parità nella partecipazione ai diversi settori economici, far fronte al problema del divario retributivo e pensionistico fra uomini e donne, ed infine colmare il divario e conseguire l'equilibrio di genere nel processo decisionale e nella politica.
Nell'ambito di questa strategia, il 14 maggio 2024 l'Unione europea ha approvato la direttiva 2024/1385 sulla lotta alla violenza contro le donne e alla violenza domestica. La direttiva criminalizza a livello europeo tutte le forme di violenza contro le donne che vanno dalle più classiche violenze domestiche, mutilazioni genitali, ecc. alle più recenti come il cyberstalking, o l'incitamento all'odio. Gli Stati hanno l'obbligo di recepirla entro il 14 giugno 2027.

### In Italia
I primi Centri antiviolenza sono nati solo alla fine degli anni novanta ad opera di associazioni di donne provenienti dal movimento delle donne, tra cui la Casa delle donne per non subire violenza di Bologna e la Casa delle donne maltrattate di Milano. Ad oggi sono varie le organizzazioni che lavorano sui vari tipi di violenza di genere. I Centri antiviolenza in Italia si sono riuniti nella Rete nazionale dei Centri antiviolenza e delle Case delle donne. Nel 2008 è nata una federazione nazionale che riunisce 80 Centri antiviolenza in tutta Italia dal nome "D.i.Re: Donne in Rete contro la violenza alle donne".D.i.Re fa parte dell'organizzazione europea WAVE, network Europeo dei Centri antiviolenza che raccoglie oltre 5.000 associazioni di donne.
A partire dal 2005 si è assistito ad un dibattito pubblico sempre più intenso sui media italiani in seguito all'introduzione del termine femminicidio e nel 2013 del provvedimento denominato "Decreto femminicidio" disposizioni in contrasto della violenza di genere, introdotto anche dopo la Convenzione di Istanbul. Tale legge è oggetto di critiche anche da parte di molte delle associazioni che si occupano di violenza di genere.
Dal 2006 anche in Italia si stanno sviluppando campagne di sensibilizzazione dirette agli uomini e, più recentemente, promosse da uomini.
Una prima indagine sui centri antiviolenza (CAV) in Italia condotta dall'ISTAT nel 2017 in collaborazione con il Dipartimento per le Pari Opportunità (DPO), il CNR e le Regioni, ha messo in luce l'insufficienza dell'offerta rispetto all'obbiettivo di un centro ogni 10.000 abitanti stabilito dalla Legge di ratifica della Convenzione di Istanbul (Legge 27 giugno 2013, n. 77). Al 31 dicembre 2017 in Italia sono attivi 281 centri antiviolenza, pari a 0,05 centri per 10.000 abitanti. Ai 281 centri censiti si sono rivolte 43.467 donne, di cui il 67,2% ha iniziato un percorso di uscita dalla violenza. Di queste, il 63,7% ha figli, nel 72,8% dei casi minorenni. Più della metà del personale dei Centri è volontario. Al sud prevalgono i centri piccoli e con poco personale specializzato: un centro su tre non fa parte di nessuna rete territoriale perché non esiste alcuna rete territoriale di cui fare parte.
Il 22 settembre 2023 il Consiglio d'Europa contesta all'Italia una percentuale alta di archiviazioni in fase preliminare di procedimenti legali per maltrattamenti e violenza sessuale, poche misure cautelari e molteplici violazioni di queste ultime.

## Dimensioni del fenomeno
(WHO, Violence against women)

### Statistiche

#### ISTAT 2006
Nel 2006, l'ISTAT ha eseguito l'indagine per via telefonica su tutto il territorio nazionale, raccogliendo i seguenti risultati:
- Le donne tra i 16 e i 70 anni che dichiarano di essere state vittime di violenza, fisica o sessuale, almeno una volta nella vita sono 6 milioni e 743 000, cioè il 31,9% della popolazione femminile; considerando il solo stupro, la percentuale è del 4,8% (oltre un milione di donne).
- Il 14,3% delle donne afferma di essere stata oggetto di violenze da parte del partner: per la precisione, il 12% di violenza fisica e il 6,1% di violenza sessuale. Del rimanente 24,7% (violenze provenienti da conoscenti o estranei), si contano 9,8% di violenze fisiche e 20,4% di violenza sessuale. Per quanto riguarda gli stupri, il 2,4% delle donne afferma di essere stata violentata dal partner e il 2,9% da altre persone[67].
- Il 93% delle donne che afferma di aver subito violenze dal coniuge ha dichiarato di non aver denunciato i fatti all'Autorità[68]; la percentuale sale al 96% se l'autore della violenza non è il partner.

Nell'ambito della precedente indagine ISTAT condotta nel 2004, il 91,6% delle donne che affermava di aver subito violenze dal coniuge aveva dichiarato di non aver denunciato i fatti all'Autorità.
L'indagine ISTAT del 2004, a differenza di quella condotta nel 2006, distingueva tra violenze sessuali (non meglio definite) e molestie sessuali; entro queste ultime – oltre a molestie verbali, telefonate oscene, esibizionismo e pedinamenti – erano tuttavia classificati anche atti di natura prettamente fisica (donne avvicinate, toccate o baciate contro la loro volontà). Inoltre, nell'indagine ISTAT del 2006 non sono stati raccolti dati sulle molestie verbali, il pedinamento, gli atti di esibizionismo e le telefonate oscene.

#### ISTAT 2014
L'indagine ISTAT del 2014 sulla sicurezza delle donne ha rilevato l'ampia diffusione del fenomeno della violenza di genere in Italia: il 31,5% delle donne tra i 16 e i 70 anni ha subìto nel corso della propria vita una qualche forma di violenza fisica o sessuale: il 20,2% ha subìto violenza fisica, il 21% violenza sessuale, il 16.1% è stato oggetto di stalking, il 5,4% di forme più gravi di violenza sessuale come stupri e tentati stupri. In quest'ultimo caso il 47,4% delle donne ha temuto per la propria vita. Il 10,6% delle donne ha dichiarato di aver subìto una qualche forma di violenza sessuale prima dei 16 anni.
Il 62,7% degli stupri è stato commesso da un partner o ex partner, mentre restano perlopiù sconosciuti (76.8%) gli autori di molestie sessuali. Le donne separate o divorziate sono risultate percentualmente più colpite delle altre (51,4% contro il 31,5% della media italiana), così come le donne con problemi di salute o disabilità (10% contro il 4,7% delle donne senza problemi dii salute). In un successivo report del 2018, l'ISTAT avrebbe aggiunto anche il dato relativo alle molestie sul posto di lavoro: i ricatti sessuali per ottenere un lavoro, per mantenerlo o per ottenere progressioni nella carriera avrebbero interessato, nel corso della loro vita, 1.100.000 donne (pari al 7,5% delle lavoratrici).
L'indagine del 2014 ha rilevato che a seguito delle ripetute violenze del partner (o ex), oltre la metà delle vittime (58%) soffre di perdita di fiducia ed autostima, di ansia, fobia e attacchi di panico (46,8%), disperazione e sensazione di impotenza (46,4%), disturbi del sonno e dell’alimentazione (46,3%), depressione (40,3%), difficoltà a concentrarsi e perdita della memoria (24,9%), dolori ricorrenti nel corpo (21,8%), difficoltà nel gestire i figli (14,8%), autolesionismo o idee di suicidio (12,1%).
Nel 39.9% dei casi le donne non parlano con alcuno della violenza subita dal proprio partner; solo il 35,4% di coloro che hanno subìto violenza fisica o sessuale nel corso della vita ritiene di essere vittima di un reato. Il 3,7% di donne vittime di violenza si è rivolto a un centro antiviolenza o a un servizio per il supporto delle donne; il 12,3% ha denunciato la violenza alle forze dell’ordine.
Rispetto alla precedente rilevazione del 2006 il quadro risulta migliorato: le violenze fisiche o sessuali risultano essere in calo (dal 13,3% all'11,3%), così come quelle psicologiche (dal 42,3% al 26,4%). È aumentata fra le donne la consapevolezza che la violenza subìta sia un reato e sono aumentate le denunce alle forze dell’ordine (dal 6,7% all'11,8%) e la richiesta di aiuto a centri specializzati (centri antiviolenza, sportelli, ecc.). Permane invece stabile la percentuale degli stupri e tentati stupri (1,2% sia per il 2006 sia per il 2014) e aumentano le violenze che causano ferite e il numero di donne che hanno temuto per la propria vita (dal 18,8% del 2006 al 34,5% del 2014).

#### ISTAT 2018. La violenza contro le donne
Basandosi sui dati della Commissione europea - Eurostat relativi agli omicidi volontari di donne in alcuni Paesi dell’Unione europea, l'ISTAT ha rilevato come la percentuale italiana 2018 (133 omicidi nel 2018, pari allo 0,43 per 100.000 donne) collochi questo paese fra quelli con una più bassa percentuale di omicidi volontari di donne, dietro solo a Grecia e Cipro. Viene tuttavia evidenziato come la serie storica degli omicidi per genere rilevi un notevole calo degli omicidi di uomini nel corso di 25 anni (da 4,0 per 100.000 maschi nel 1992 a 0,8 nel 2016), di contro a una complessiva stabilità del numero di omicidi di donne (da 0,6 a 0,4 per 100.000 femmine) registrati nello stesso periodo.

#### Relazione della Commissione d'inchiesta sul femminicidio e la violenza di genere 2018
Il 18 gennaio 2017 è stata istituita in Senato la Commissione parlamentare di inchiesta sul femminicidio, nonché su ogni forma di violenza di genere, che ha elaborato la prima mappa italiana della violenza sulle donne. Confrontando i dati degli anni 2011-2016 acquisiti dalla Commissione è stata evidenziata una graduale riduzione (circa -12%) del numero dei delitti di violenza sessuale denunciati, passati dai 4.617 del 2011 ai 4.046 del 2016. Sono risultate in graduale aumento le denunce per maltrattamenti in famiglia e per stalking (+ 45%: dai 9.027 casi del 2011, ai 13.177 del 2016), reato introdotto nel 2009 nel codice penale italiano.
Per quanto riguarda il numero di donne assassinate, la Commissione, precisando che "la legislazione italiana non contempla una definizione di femminicidio inteso come uccisione di una donna per questioni di genere, cioè come un omicidio in cui l'appartenenza al genere femminile della vittima è causa essenziale e movente dell'omicidio stesso", ha esposto i dati, forniti dalle forze dell’ordine, comprensivi di tutti gli omicidi con vittime di sesso femminile. Con riferimento agli anni 2013-2016, le donne sono risultate un quarto del totale delle vittime, e il loro numero è apparso in calo del 14% rispetto agli anni precedenti, dato tuttavia non in linea con il calo del 39% del totale dei delitti rilevati per lo stesso periodo. È stato inoltre evidenziato come più di un terzo degli omicidi sia avvenuto in ambito familiare o comunque relazionale: gli autori erano legati alle vittime da rapporti affettivi, di parentela o di conoscenza. Una vittima su tre aveva più di 64 anni; le regioni più colpite sono risultate l'Umbria (7,8%), la Calabria (6,8%) e la Campania (6,5%).

#### Questo non è amore
Ideata e promossa dalla Direzione Centrale Anticrimine del Dipartimento della Pubblica Sicurezza, la campagna “…questo NON È AMORE”, proposta a partire dal 2015, si pone l’obiettivo di diffondere una nuova cultura di genere ed aiutare le vittime di violenza a vincere la paura di denunciare. I dati relativi al 2019 parlano di un aumento delle vittime di sesso femminile, passate dal 68% circa del 2016 al 71% del 2019. Sia le vittime che gli autori di questi reati sono in alta percentuale di nazionalità italiana: nel 2018 erano italiani il 73% dei soggetti segnalati all’autorità giudiziaria dalle forze di polizia, nel 2019 il dato è salito al 74%. Tra le donne straniere sono le romene a denunciare più di altre di aver subito, nel 2018-2019, maltrattamenti in famiglia, percosse, violenze sessuali e atti persecutori.
Nel 2018 l'82% degli autori di omicidi femminili era un familiare. Nel solo mese di marzo 2019, 88 donne sono state vittime di violenza di genere: in media una ogni 15 minuti.

### 2019. Legge n. 69 "Codice rosso"
La Legge n. 69 del 9 agosto 2019 “Modifiche al codice penale, al codice di procedura penale e altre disposizioni in materia di tutela delle vittime di violenza domestica e di genere”, nota anche come “Codice Rosso”, ha ampliato il sistema di tutele per le donne vittime di violenza di genere, innovando e modificando la disciplina penale e processuale della violenza domestica e di genere. In particolare sono state modificate le misure cautelari e di prevenzione, inasprite alcune sanzioni già previste dal codice penale e introdotti questi reati:
- costrizione o induzione al matrimonio (art. 558 bis c.p), volto a contrastare il fenomeno dei cd. matrimoni forzati e delle spose bambine;
- diffusione illecita di immagini o video sessualmente espliciti (art. 612 ter c.p.), destinati a rimanere privati, senza il consenso delle persone rappresentate (il c.d. revenge porn);
- deformazione dell’aspetto della persona mediante lesioni permanenti al viso, (art. 583 quinquies c.p.)
- violazione dei provvedimenti di allontanamento dalla casa familiare e del divieto di avvicinamento ai luoghi frequentati dalla persona offesa (art. 387 bis c.p.).

Per quanto riguarda in modo specifico il femminicidio, un rapporto dell'Ufficio delle Nazioni Unite per il controllo della droga e la prevenzione del crimine (UNODC) ha confrontato i dati di 32 paesi europei e nordamericani per i quali si dispone di dati affidabili per gli anni dal 2004 al 2015, periodo in cui l'incidenza del fenomeno in Italia è risultata di 0,51 uccisioni ogni 100.000 donne residenti, il valore più basso tra tutti i 32 paesi del rapporto (e inferiore alla metà della media, pari a 1,23 uccisioni su 100.000). Il dato italiano risulta il più basso anche per ciò che riguarda i femminicidi causati dal partner o dall’ex partner, con un'incidenza di 0,23 uccisioni ogni 100.000 donne residenti, minore alla metà del dato medio riferito ai 12 paesi del rapporto per cui erano disponibili dati confrontabili.
All'interno di tale quadro, tuttavia, l'EURES ha pubblicato un rapporto in cui si registra in Italia un aumento delle uccisioni di donne del 14% dal 2012 al 2013 (da 157 a 179).

### Quanto costa il silenzio?
Secondo un'indagine promossa da Intervita Onlus, i costi diretti e indiretti della violenza sulle donne in Italia ammontano a 17000000000 € all'anno (17 miliardi di euro).